# ایگرگ-فیلمز
ایگرگ-فیلمز (انگلیسی: Y-Films) یک کمپانی تولید و توزیع فیلم هندی است که در بمبئی واقع شده‌است. این شرکت، جزو شرکت‌های زیر مجموعه هلدینگ یاش راج فیلمز قرار دارد.